# Matebeleng
Matebeleng – wieś w Botswanie w dystrykcie Kgatleng. Według spisu ludności z 2011 roku wieś liczyła 2196 mieszkańców.